# Talmalmo
Talmalmo est une communauté australienne située dans la partie sud-est de la Riverina, très près de la frontière avec le Victoria. 
Sa population était de 44 habitants en 2021.